# Johannes Wtenbogaert

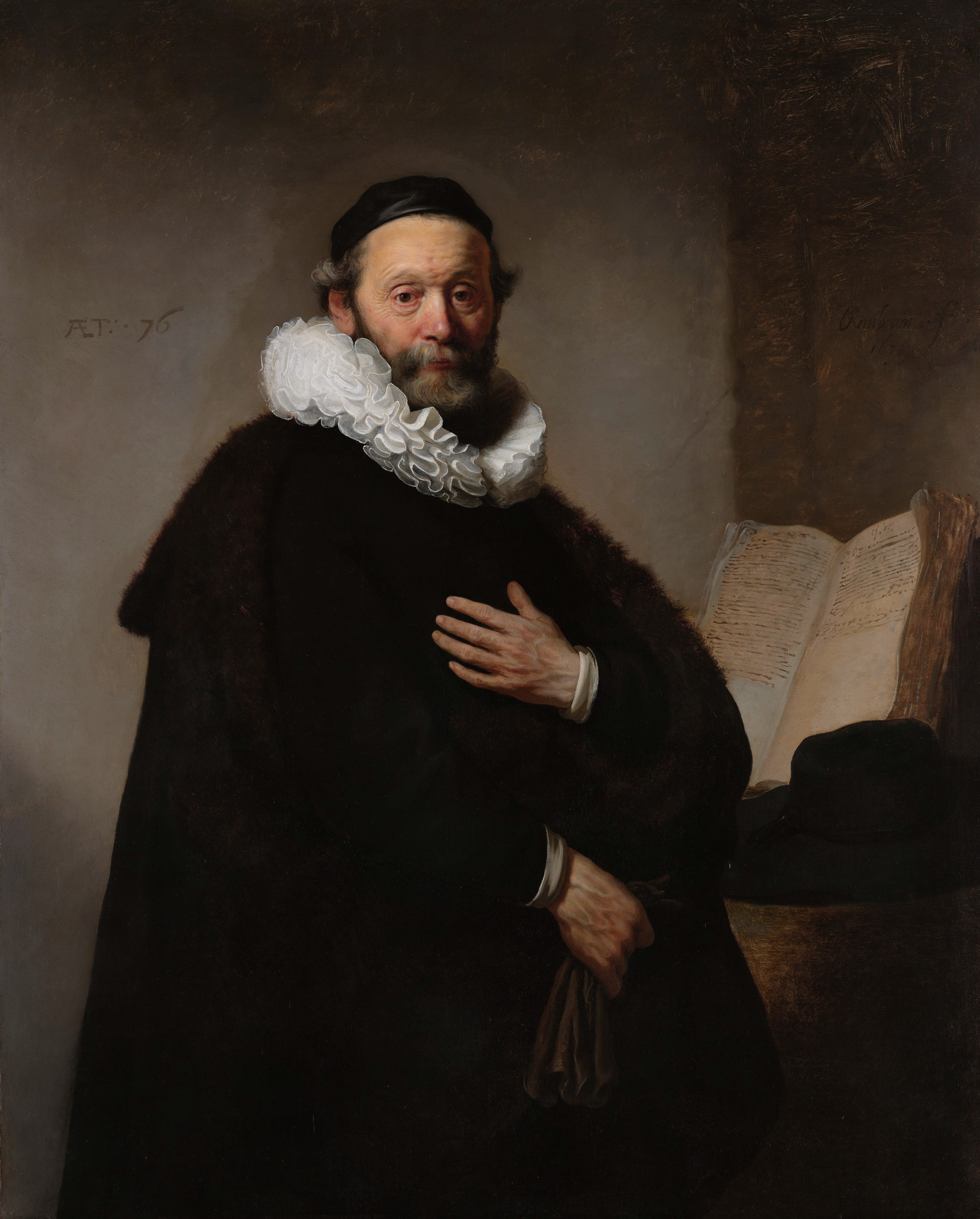
Retrato de Johannes Wtenbogaert, por Rembrandt, 1633.

Johannes Wtenbogaert (Utrecht, 11 de Fevereiro de 1557 – Haia, 4 de Setembro de 1644) foi um ministro protestante holandês e líder dos Remonstrantes.

## Vida
Nascido em Utrecht, Wtenbogaert foi criado como um católico romano, e lá estudou na escola de S. Jerônimo. Ele pretendia seguir carreira jurídica, mas desistiu da carreira e do catolicismo em 1578, quando foi compelido a parar de ouvir os sermões do evangélico Huibert Duifhuis. Ele foi a Arnhem e serviu ao Conde João de Nassau, voltando posteriormente a Utrecht para tornar-se um pastor. Lá ele encontrou um conflito entre Duifhuis e um grupo de calvinistas chamados "Consistoriais".
Em 1580 Wtenbogaert foi enviado para estudar teologia em Genebra, e entrou em contato com Teodoro de Beza; no entanto, simpatizou-se mais com Jacó Armínio. No seu retorno a Utrecht em 1584 ele se viu em uma situação incômoda na contínua discórdia entre Duifhuis e os Consistoriais. Finalmente, em 1590 os magistrados removeram os pregadores de ambos os lados.
Ele então foi a Haia, convidado por Maurício de Nassau e pela congregação de valões que lá habitava, em 1591. Ele apoiava a Johan van Oldenbarnevelt, e também atraiu a sua atenção. Influente, ele tornou-se o líder do partido arminiano dos Remonstrantes, após a morte de Armínio, em 1609; na verdade o nome derivou-se da Remonstrância de 14 de Janeiro de 1610 aos Estados da Holanda idealizada por Wtenbogaert e Oldenbarnevelt. No mesmo período, Wtenbogaert publicou seu Tractaet, causando uma controvérsia e, a despeito das conferências de 1611 e 1613, um cisma efetivo com o partido contra-remonstrante gomarista.

Retrato de Johannes Wtenbogaert, por Jacob Adriaensz Backer, 1638.

O príncipe Maurício retirou seu apoio a Wtenbogaert, e em 1617 os Estados decidiram por um sínodo, contra a vontade dos remonstrantes. Wtenbogaert perdeu as esperanças em março de 1618, e pediu para ser dispensado do seu cargo; e em 29 de Agosto de 1618, quando Oldenbarnevelt, Hugo Grócio e Rombout Hogerbeets foram presos, Wtenbogaert fugiu para Roterdã e depois para a Antuérpia. Em 24 de Maio de 1619, ele foi banido das Províncias Unidas e seus bens foram confiscados; o motivo dado foi que ele havia introduzido novas visões, contrárias à Teologia Reformada aceita.  Em Outubro ele enviou um documento ao príncipe Maurício em sua defesa, e continuou a tratar dos assuntos dos remonstrantes.Em Outubro de 1621, ele mudou-se para Ruão.
Quando Maurício morreu em 1625, e foi sucedido como regente por Frederico Henrique, Príncipe de Orange, pupilo de Wtenbogaert, ele retornou, em Setembro de 1626. Mas Frederico Henrique não apoiaria abertamente os remonstrantes, embora ele tenha garantido proteção ao seu antigo professor. Wtenbogaert começou a pregar discretamente em Haia, e reobteve a possessão da sua casa. Pelo resto de sua vida ele trabalhou em pela sua causa através de seus escritos e por meio de seus esforços pessoais.  Dentre suas obras, destacam-se particularmente sua autobiografia, publicada em  Maio de 1638, e sua obra sobre a História da Igreja, publicada, escrita em 1623 e publicada em 1646. Wtenbogaert morreu em Haia, em 1644.